# Trickster (músic)
Trickster (nom real: Juergen Pichler) és un músic austríac que viu al Regne Unit, conegut pel seu estil musical eclèctic.

## Carrera musical
Trickster va debutar el novembre del 2022 amb el senzill Thank Fuck It's Christmas, en què va interpretar amb la Royal Philharmonic Orchestra una cançó no segura per al treball plena de paraulotes que reflecteix les tensions i l'estrès d'aquell any. La lletra va ser escrita per Guy Chambers (compositor i productor de Robbie Williams), en col·laboració amb el comediant Steve Furst i Trickster. Descrita com "l'única cançó nadalenca que podria haver sortit el 2022", la seva lletra apuntava a factors problemàtics d'aquell any, com l'activitat del govern del Regne Unit, la crisi del cost de vida, les pandèmies i els intents dels ultrarics de mudar-se a Mart.
També es va llançar una versió neta titulada Praise Be It's Christmas i els seus dos vídeos es van tornar virals, amb milions de vistes a YouTube. Un d'aquests vídeos musicals va ser dirigit per Phil Griffin (conegut per la seva col·laboració amb Amy Winehouse, Diana Ross, Paul McCartney) i l'altre, filmat als Alps suïssos, va ser dirigit per Norbert Blecha (Rèquiem per Dominic, Wolfsliebe).
Trickster va donar els diners recaptats amb ambdues cançons a organitzacions que lluiten pel benestar infantil i contra la fam. Sota el lema "el canvi real no és broma", Trickster i el seu equip van distribuir aliments a diversos bancs d'aliments del Regne Unit. El Banc d'Aliments del sud-oest de Belfast, en una de les zones més desfavorides, va rebre un impuls i aprovisionaments importants a través d'aquesta campanya (però gairebé se la van perdre perquè inicialment van pensar que era una mala broma, donada la quantitat inesperada dirigida a aquesta zona desfavorida de el país). L'atenció específica a detalls com el valor nutricional dels aliments va ser explicada pel cantant a través de les seves pròpies experiències infantils amb la inseguretat d'una alimentació adequada.
En aquests vídeos musicals, la veritable identitat de Trickster estava oculta per l'animació, cosa que va generar especulacions sobre qui podria ser. Alguns es van preguntar si és el coguionista de lletres Steve Furst o alguna celebritat amb què Guy Chambers hagi treballat anteriorment o algun ex famós amb un compte pendent.
El maig del 2023, Trickster va llançar el senzill Still Kicking, inspirat per un accident automobilístic al que va sobreviure el 2017 al sud de França, amb una musicalitat descrita com a inspirada en el rock alternatiu de finals dels 90, l'americana i els paisatges sonors cinematogràfics. El senzill va ser produït per Guy Chambers, Richard Flack i Trickster. El vídeo musical presenta el cantant sense cap animació per ocultar el seu rostre i, juntament amb la història darrere de la cançó, va aparèixer més informació a la premsa esmentant que és un austríac que resideix al Regne Unit.
Al novembre de 2023, Trickster va llançar "Silent Night" vs "Santa Claus Is Coming To Town", una barreja dels dos clàssics nadalencs amb el grup vocal The Swingle Singers. En aquesta ocasió, la premsa també va esmentar el nom real del cantant, Juergen Pichler (propietari de la marca Trickster). Ja era conegut com a productor musical de diverses bandes i cantants (com la banda austríaca Hunger) així com com a compositor (com Olé Hola de Patrick Lindner). També havia donat suport a iniciatives benèfiques com "Atureu la màfia dels cadells" a Àustria.
El 23 d'abril de 2024 (dia de Sant Jordi, amb un significat especial a Anglaterra), Trickster va llançar la seva pròpia versió de l'himne nacional God Save the King, gravat amb la Royal Philharmonic Orchestra als Abbey Road Studios. Va esmentar que volia crear aquesta versió per expressar el seu afecte pel Regne Unit. La cançó és la primera gravada per al rei Carles per un estranger. Durant la producció, mentre tornava de Portugal com a copilot en un helicòpter, va haver de fer un aterratge d'emergència en una granja del nord-oest d'Espanya a causa de dificultats tècniques.
El maig de 2024, Trickster va anunciar a Canes un projecte de pel·lícula d'aventures anomenat Travel Agents (productor: Norbert Blecha), basat lliurement en la història de la seva vida, amb un pressupost de 85 milions de lliures. Serà el productor executiu i interpretarà un paper basat en ell mateix. També col·laborarà amb Guy Chambers en la creació de la banda sonora. Originalment, un paper important a la pel·lícula va ser donat a Gérard Depardieu, cosa que hauria marcat el seu retorn als escenaris després d'una pausa de tres anys (a causa de la seva detenció per acusacions d'agressió sexual). No obstant això, davant la polèmica provocada per aquesta implicació, els productors van reconsiderar la seva decisió i van retirar aquesta elecció.